# Romario Benzar
Romario Sandu Benzar (* 26. März 1992 in Timișoara) ist ein rumänischer Fußballspieler, der aktuell als Leihspieler von US Lecce bei FC Viitorul Constanța unter Vertrag steht.

## Karriere

### Verein
Die Karriere von Benzar begann im Jahr 2009, als er im Alter von 17 Jahren zum neugegründeten FC Viitorul Constanța in die Liga III wechselte. Er kam achtmal zum Einsatz und stieg am Saisonende 2009/10 in die Liga II auf. Dort kam er häufiger zum Zuge und konnte mit seiner Mannschaft am Ende der Spielzeit 2011/12 in die Liga 1 aufsteigen. In der höchsten rumänischen Spielklasse wurde er zur Stammkraft. Er kämpfte mit Viitorul zunächst drei Jahre lang um den Klassenverbleib, ehe er die Saison 2015/16 auf dem fünften Platz abschließen konnte. Dies bedeutete die Qualifikation zur Europa League, wo Benzar bei der 0:5-Niederlage beim KRC Genk in der dritten Qualifikationsrunde zum Einsatz kam. Mit Beginn der Spielzeit 2016/17 ist er Kapitän von Viitorul. Am Saisonende gewann er mit seinem Klub erstmals die rumänische Meisterschaft.

### Nationalmannschaft
Ende August 2016 wurde Benzar von neuen Trainer Christoph Daum erstmals in den Kreis der rumänischen Nationalmannschaft berufen. Im ersten WM-Qualifikationsspiel gegen Montenegro stand er am 4. September 2016 in der Startaufstellung. Diesen Status konnte er in den folgenden Qualifikationsspielen behaupten.

## Erfolge
- Rumänischer Meister: 2017
- Aufstieg in die Liga 1: 2012
- Qualifikation zur Europa League: 2016